# اکاندی
اکاندی (به اسپانیایی: Acandí) یک سکونتگاه مسکونی در کلمبیا است که در بخش چوکو واقع شده‌است.